# 5303 Parijskij
5303 Parijskij (1978 TT2) là một tiểu hành tinh vành đai chính được phát hiện ngày 3 tháng 10 năm 1978 bởi N. S. Chernykh ở Nauchnyj.